# Олесницкий, Аким Алексеевич
Аки́м (Иоаким) Алексе́евич Олесни́цкий (1842, Теофиполь, Волынская губерния — 27 августа (9 сентября) 1907, Алупка, Таврическая губерния) — русский православный богослов, палестиновед и гебраист; состоял профессором по кафедре библейской археологии в Киевской Духовной Академии.

## Биография
Родился в местечке Теофиполь Староконстантиновского уезда Волынской губернии в семье протоиерея.
В 1863 году — окончание Волынской Духовной семинарии.
В 1867 году — окончание Киевской Духовной Академии.
30 октября 1867 — назначение определением Святейшего Синода преподавателем на кафедру еврейского языка и библейской археологии Киевской Духовной Академии.
В 1868 году удостоен учёной степени магистра богословия за сочинение об Иммануиле Канте;
С 1869 года — доцент, с 1873 года — экстраординарный профессор.
29 октября 1876 года единогласно избран постоянным членом Совета Академии.
С 1881 года инспектор Академии, в должности до 1883 года.
С 1883 года — ординарный профессор.
С 1892 года — заслуженный профессор Академии.
В 1899 году ушёл в отставку по состоянию здоровья, оставаясь почётным членом Академии.
Обладал прекрасным знанием Священного Писания, древних и новых языков: древнееврейского, древнегреческого, латинского, сирийского, арабского, английского, немецкого и французского. Его перу принадлежит перевод на русский язык книг великих пророков, который регулярно публиковался в «Трудах Киевской Духовной Академии» с 1868 по 1873 гг.

## Труды
- «Метрические формы древнееврейской поэзии» (Киев, 1871);
- «Древнееврейская музыка и пение» (там же, 1870);
- «Государственная летопись царей иудейских» (там же, 1878);
- «Книги четырех пророков: Исаии, Иеремии, Иезекиила и Даниила» (перевод с еврейского текста с объяснениями, там же, 1875);
- «Судьбы древних памятников Св. Земли» (там же, 1875);
- «Святая земля» (т. I. «Иерусалим и его древние памятники», Киев, 1875; т. II. «Другие важнейшие места Св. Земли», там же, 1876);
- «Государственная израильская летопись etc» Архивная копия от 29 сентября 2020 на Wayback Machine (там же, 1879);
- «Книга Песнь Песней и её новейшие критики» Архивная копия от 15 января 2021 на Wayback Machine (там же, 1880);
- «Мегалитические памятники Св. Земли» Архивная копия от 21 октября 2020 на Wayback Machine (там же, 1895).

Капитальным исследованием Олесницкого является его обширный труд о еврейском храме, под заглавием «Ветхозаветный храм в Иерусалиме» (издан Палестинским обществом, Санкт-Петербург, 1889). Существует обстоятельная рецензия этого труда, напечатанная А. Я. Гаркави в Известиях Императорского Археологического Общества.

## Семья
Братья: 
- Маркеллин (1848—1905) — богослов[4][5].
- Антоний (1852—после 1917) — выпускник Волынской духовной семинарии (1873), настоятель Покровской церкви Теофиполя с сентября 1881 года[5].
- Иван (1855—1924) — выпускник Киевской духовной академии (1881), магистр богословия (1894)[5].

Жена: Ольга Никифировна Щеголева.
Сын: Алексей (1888—1943) — востоковед.